# Bacon megye
Bacon megye az Amerikai Egyesült Államokban, azon belül Georgia államban található. Megyeszékhelye és legnagyobb városa Alma. Lakosainak száma 11 140 fő (2020. április 1.). Bacon megye Appling, Pierce, Ware, Coffee és Jeff Davis megyékkel határos.

## Népesség
A megye népességének változása:
| Lakosok száma | 11 085 | 11 185 | 11 174 | 11 216 | 11 299 | 11 140 |
|               | 2010   | 2011   | 2012   | 2013   | 2015   | 2020   |